# MSC Armonia
MSC Armonia è una nave da crociera della compagnia MSC Crociere.

## Storia
La nave è stata battezzata il 22 giugno 2001 a Genova da Festival Crociere come European Vision. Il mese successivo ha ospitato le delegazioni straniere che hanno partecipato al summit G8 in Genova.
Dal 2004 opera per MSC Crociere con il nome di MSC Armonia. Ha tre navi gemelle: MSC Sinfonia, MSC Opera e MSC Lirica.
Il 31 agosto 2014 è entrata nei cantieri Fincantieri di Palermo per un completo rinnovamento, durante il quale è stata allungata di 24 m per arrivare alla lunghezza di 275 m, con l'aggiunta di 193 cabine e ulteriori spazi di intrattenimento, l'adozione di ultime tecnologie ed il rinnovo delle boutique di bordo. Il 10 settembre sono finiti i lavori di taglio che hanno diviso la nave a metà e l'11 settembre tra i due tronconi è stato posizionato il nuovo blocco. È rientrata in mare il 7 novembre 2014, e dopo dieci giorni di prove è partita da Palermo per Genova, ritornando in servizio.

## Descrizione
La dotazione della nave include:
- 13 ponti, di cui 9 ponti passeggeri
- 14 ascensori, di cui 9 passeggeri
- 132 suite con balcone privato
- 2 suite familiari con oblò
- 511 cabine esterne
- 272 cabine interne
- TV interattiva, mini bar, cassetta di sicurezza, radio, bagno con doccia o vasca, asciugacapelli, aria condizionata e riscaldamento, guardaroba, telefono e collegamento Internet senza fili (a pagamento) in tutte le cabine
- servizi comuni (servizio clienti, ufficio escursioni, centro medico)
- saloni e sale conferenze (teatro La Fenice con 600 posti, sala conferenze con 190 posti)
- 4 ristoranti
- 8 bar, di cui due esterni
- area benessere (talassoterapia, bagno turco, sauna, palestra, massaggi, salone di bellezza, parrucchiere, sala pesi)
- attività sportive (piscine, percorso jogging, shuffleboard, minigolf, centro sportivo)
- divertimento (negozi, internet cafè, casinò, discoteca, sala giochi, biblioteca, area giochi con miniclub)
- sistema di riduzione delle vibrazioni e insonorizzazione degli ambienti pubblici

## Navi gemelle
- MSC Sinfonia
- MSC Lirica
- MSC Opera